# Amy Prentiss
Amy Prentiss är en amerikansk deckarserie som producerades av Universal Television och sändes av NBC mellan 1974 och 1975.
Serien är en spinoff från Brottsplats: San Francisco.

## Handling
Amy Prentiss är den första kvinnliga chefen för SFPD:s polisdetektiver.

## Rollista i urval
- Jessica Walter – Amy Prentiss
- Johnny Seven – polisdetektiv Contreras
- Steve Sandor - polisdetektiv Tony Russell
- Helen Hunt – Jill Prentiss